# William Motti
William Motti (* 25. Juli 1964 in Bondy) ist ein ehemaliger französischer Leichtathlet.

## Sportliche Karriere
Der 1,98 Meter große William Motti startete für den Racing Club de France in Paris und für den CSM Clamart. Er gewann 1985 und 1991 den französischen Meistertitel im Zehnkampf. Seine beste Punktzahl nach der seit 1985 gültigen Punktwertung erreichte Motti mit 8327 Punkten am 4./5. Juli 1987 in Arles, allerdings hatte er dabei zu große Windunterstützung im 100-Meter-Lauf. Seine beste Punktzahl mit regulärem Wind waren 8306 Punkte beim Gewinn des französischen Meistertitels am 6./7. Juli 1985 in Athis-Mons.
Bei den Junioreneuropameisterschaften 1981 in Utrecht gewann Motti die Silbermedaille im Hochsprung mit 2,19 Meter hinter dem Polen Krzysztof Krawczyk, der 2,26 Meter überquerte. Bei den Olympischen Spielen 1984 in Los Angeles trat William Motti als einziger Zehnkämpfer für Frankreich an. Er erreichte 8266 Punkte (8278 Punkte nach der 1985er Wertung) und belegte den fünften Platz hinter dem Briten Daley Thompson und den drei westdeutschen Jürgen Hingsen, Siegfried Wentz und Guido Kratschmer. 1987 bei den  Weltmeisterschaften in Rom belegte Motti mit 8062 Punkten den zehnten Rang und war damit drittbester Franzose hinter dem viertplatzierten Christian Plaziat und dem siebtplatzierten Alain Blondel. 1992 bei den Olympischen Spielen in Barcelona traten für Frankreich ebenfalls Blondel, Motti und Plaziat zum Zehnkampf an. Plaziat gab nach vier Disziplinen auf, Blondel wurde 15. und Motti erreichte den siebten Platz mit 8164 Punkten.